# Gasovita goriva
Gasovita goriva su goriva koja su pri normalnim uslovima u gasovitom agregatnom stanju.
Sve se više koriste jer, u odnosu na čvrsta i tečna, poseduju niz prednosti (potpunije sagorevanje, sadrže manje balasta, sagorevaju sa minimalnim koeficientom viška vazduha, sagorevanje se lakše reguliše, produkti sagorevanja su čistiji, lako se transportuju, proizvedena se proizvode centralizovano).
Lako su zapaljiva i eksplozivna su, kao i tečna.
Dele se pa više osnova.
Po sastavu
- elementarna (vodonik)
- homogena jedinjenja (metan, butan, ...)
- smese jedinjenja i/ili elemenata

Po načinu dobijanja
- Prirodna gasovita goriva, gde spadaju:
  - zemni, tj. prirodni gas (koji opet može biti vlažni i suvi)
  - jamski, tj. rudnički gas
  - barski, tj. truli gas

- Proizvedena gasovita goriva, koji se dele prema agregatnom stanju (prirodnog) goriva od kog su dobijena, u koja spadaju
  - Rafinerijski gasovi - dobijaju se od tečnih goriva (tj. nafte)
  - Tečni naftni gas - od tečnih goriva (nafte) i gasovitih (zemnog gasa)
  - Generatorski gasovi - od čvrstih goriva
  - Destilacioni gasovi - od čvrstih goriva